# Siedlung Kriegerheimstätte

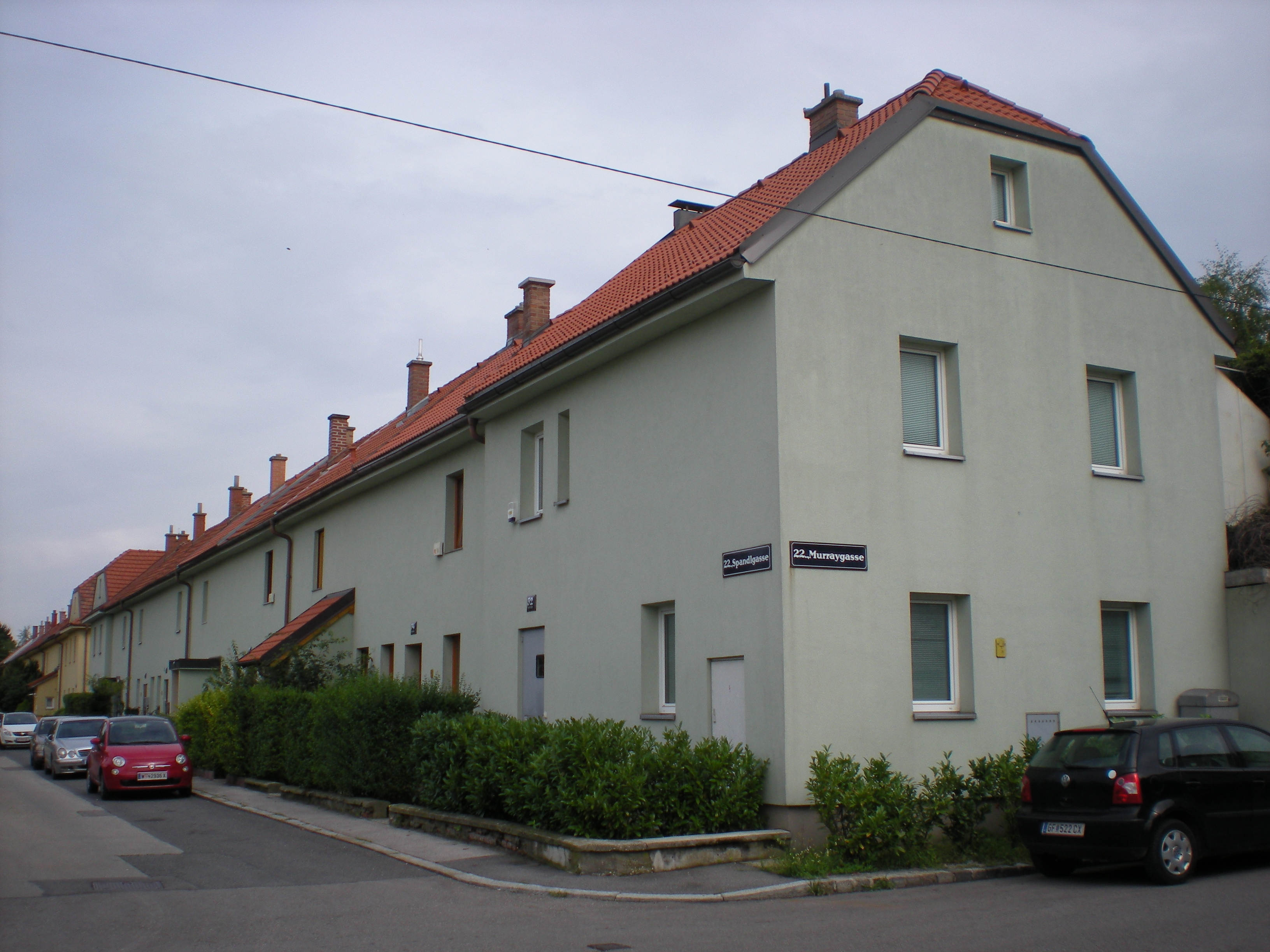
Wohnhäuser in der Siedlung Kriegerheimstätten

Die Siedlung Kriegerheimstätten im 22. Wiener Gemeindebezirk Donaustadt wurde nach dem Ersten Weltkrieg auf genossenschaftlicher Basis von Kriegsheimkehrern errichtet und steht heute teilweise unter Denkmalschutz (Listeneintrag).

## Geographie
Die Siedlung Kriegerheimstätten liegt rund 750 Meter östlich des alten Ortskerns von Hirschstetten, gehört jedoch bereits zum Bezirksteil Aspern, dessen äußersten Nordwesten sie bildet. Vom Rest Asperns ist sie durch die Strecke der Marchegger Ostbahn getrennt. Die Siedlung ist ferner Namensgeberin eines Zählbezirks der amtlichen Statistik. Der Zählbezirk Kriegerheimstätte-Lackenjöchl umfasst auch kleinere Siedlungen im Südosten Breitenlees und hatte bei der Volkszählung 2001 10.310 Einwohner.

## Geschichte
1917 wurde durch den Wiener Gemeinderat der Wiener Kriegsheimkehrerfonds gegründet. Drei Kriegsbeschädigte – August Schina, Simon Zegarczuk und Franz Spandl –, die nach ihrer Heimkehr im Herbst 1919 davon erfuhren, erreichten nach langwierigen Verhandlungen, dass dem Fonds gehörige Grundstücke der Ortsgruppe des Landesverbandes Wien der Kriegsbeschädigten und Kriegshinterbliebenen Österreichs vorerst auf ein Jahr zur Errichtung von Schrebergärten verpachtet wurden.
Ein von den dreien ausgearbeitetes und dem Bürgermeister Jakob Reumann vorgelegtes Programm zur Errichtung von Wohnhäusern wurde abgelehnt. Der Plan wurde jedoch weiter verfolgt und in einer erzwungenen Sitzung des Kuratoriums des Kriegerheimstättenfonds wurde schließlich die Bewilligung zum Bau der Häuser erreicht. Mit den Vorarbeiten für die Bauarbeiten auf dem im Baurecht überlassenen Areal wurde am 17. Jänner 1921 begonnen. Die feierliche Grundsteinlegung fand am 20. März des gleichen Jahres in Gegenwart des Bürgermeisters statt.
Die in den Reden gemachten Versprechungen wurden nur zum Teil eingehalten. Unterstützung beim Bau der ersten beiden Blocks erhielt die 1. Bau-Gartensiedlungs-, gewerbliche Produktivgenossenschaft der Kriegsbeschädigten Österreichs, Gruppe Kriegerheimstätten Hirschstetten vor allem von einer englischen Quäkergruppe, die mit Lebensmitteln, Geld- und Sachspenden half. Geleitet wurde diese Gruppe von Lord Gilbert Murray und seiner Frau Lady Mary Murray, die zur Erinnerung an ihre verstorbene Tochter Agnes Elisabeth Murray eine Stiftung für wohltätige Zwecke ins Leben gerufen hatten.
Errichtet wurden die Häuser in der heutigen Schrebergasse, Quadenstraße, Murraygasse, in der verlängerten Spandlgasse und am Markweg nach Plänen der Architekten Adolf Loos, George Karau, Franz Schuster und Franz Schacherl. Dabei wurde der für die Siedlung Friedensstadt geplante Haustyp weiterentwickelt, indem durch Zwischengeschoße zusätzlicher Raum gewonnen werden konnte. 1928 bestand die Siedlung aus 192 Wohneinheiten mit dem Wohnhaus, einem Hof und einem Garten auf einer Gesamtfläche von ungefähr je 500 Quadratmetern.
1931 kam es mit der Gründung der Siedlungsgenossenschaft Invalidenheimstätte, zu der 69 Häuser gehörten, zur Spaltung der Genossenschaft. 1941 erfolgte die Wiedervereinigung.
1945 wurde die Siedlung schwer beschädigt. Die Beseitigung dieser Schäden dauerte bis 1948. Der Anschluss an das Wiener Gasnetz erfolgte nach dem Zweiten Weltkrieg und ab 1968 wurde die Siedlung kanalisiert.